# Пежо тип 71
Пежо тип 71 (фр. Peugeot Type 71) је моторно возило произведено 1905. од стране француског произвођача аутомобила Пежо у њиховој фабрици у Лилу. У том раздобљу је укупно произведено 103 јединица.
Возило покреће четвороцилиндрични четворотактни мотор који је постављен напред, а преко ланчаног преноса је пренет погон на задње точкове. Његова максимална снага била је 12 КС и запремине 2.155 cm³.
Тип 71 је произведен у варијантама 71 А и 71 Б са међуосовинским растојањем 267 цм и размаком точкова 132 цм. Облик каросерије је дупли фетон и има места за четири особе.